# Medalia „Nicolae Testemițanu”
Medalia „Nicolae Testemițanu” este o medalie de stat din Republica Moldova. În ierarhia priorității medaliilor este ultima, imediat după Medalia „Mihai Eminescu”.
Medalia „Nicolae Testemițanu” se conferă pentru:
- merite deosebite în dezvoltarea ocrotirii sănătății, farmaceuticii, balneologiei și medicinei preventive;
- contribuție substanțială la dezvoltarea științei medicale, la implementarea realizărilor științei în practica ocrotirii sănătății, la pregătirea cadrelor de cercetători științifici și a specialiștilor de înaltă calificare în domeniul medicinei;
- activitate organizatorică și metodico-didactică prodigioasă;
- participare activă la realizarea politicii sociale de stat.[1]

## Descriere
Medalia „Nicolae Testemițanu” se confecționează din tombac patinat în formă de cerc, cu diametrul de 30 mm, având în centru efigia în relief a chipului lui Nicolae Testemițanu. În partea superioară a medaliei, în exergă este imprimată în relief inscripția „Nicolae Testemițanu”.
Medalia se fixează cu un inel de o baretă, acoperită cu o panglică albă de moar, cu lățimea de 30 mm, având dungi simetrice de culoare albastră, roșie și verde și la mijloc o dungă roșie. În partea inferioară a baretei sînt aplicate o cunună din două ramuri de laur
simetrice și emblema medicinei - o cupă încolăcită de un șarpe, din tombac patinat.

## Deținători ai Medaliei „Nicolae Testemițanu”

### Anii 2000

#### 2004
- Zinaida Anestiadi, șefă de catedră la USMF „Nicolae Testemițanu”
- Pavel Ciobanu, șef de catedră la USFM „Nicolae Testemițanu”
- Chiril Draganiuc, director al Centrului Republican de Diagnosticare Medicală
- Petru Galețchi, prorector al USMF „Nicolae Testemițanu”
- Diomid Gherman, profesor universitar la USMF „Nicolae Testemițanu”
- Gheorghe Ghidirim, șef de catedră al USMF „Nicolae Testemițanu”
- Eva Gudumac, șefă de catedră la USMF „Nicolae Testemițanu”
- Ion Marcoci, medic la Centrul Științifico-Practic de Neurologie și Neurochirurgie
- Timofei Moșneaga, medic-șef de onoare al Spitalului Clinic Republican
- Gheorghe Paladi, profesor universitar la USMF „Nicolae Testemițanu”
- Pavel Postovanu, ex-vicepreședinte al Comitetului Executiv Raional Drochia
- Ghenrietta Rudi, profesor universitar la USMF „Nicolae Testemițanu”
- Andrei Testemițanu, șef de secție la Centrul Republican de Diagnosticare Medicală
- Constantin Țîbîrnă, profesor universitar la USMF „Nicolae Testemițanu”
- Maria Suharschi, medic-șef adjunct al Policlinicii Asociației Curativ-Senatoriale și de Recuperare a Cancelariei de Stat
- Lucia Andrieș, profesor universitar la USMF „Nicolae Testemițanu”
- Mihail Barabaș, conferențiar universitar la USMF „Nicolae Testemițanu”
- Dumitru Croitor, profesor universitar la USMF „Nicolae Testemițanu”
- Mihail Raevschi, conferențiar universitar la USMF „Nicolae Testemițanu”
- Sabina Botnaru, profesor la Colegiul Național de Medicină și Farmacie din Chișinău
- Boris Golovin, director al Colegiului Național de Medicină și Farmacie din Chișinău
- Ala Manolache, profesor la Colegiul Național de Medicină și Farmacie din Chișinău
- Angelina Umaneț, profesor la Colegiul Național de Medicină și Farmacie din Chișinău

#### 2005
- Valeriu Chicu, profesor universitar la USMF „Nicolae Testemițanu”
- Eugen Diuc, șef de catedră la USMF „Nicolae Testemițanu”
- Nicolae Eșanu, șef de catedră la USMF „Nicolae Testemițanu”
- Stanislav Groppa, șef de catedră la USMF „Nicolae Testemițanu”
- Arsenie Guțan, profesor universitar la USMF „Nicolae Testemițanu”
- Vladimir Hotineanu, șef de catedră la USMF „Nicolae Testemițanu”
- Ion Moldovanu, șef de catedră la USMF „Nicolae Testemițanu”
- Valeriu Revenco, șef de catedră la USMF „Nicolae Testemițanu”
- Ala Grecu, asistent principal la Institutului Oncologic
- Vasile Jovmir, șef de secție la Institutul Oncologic
- Ludmila Mazîlu, medic la Spitalul Militar
- Tatiana Mura, sora medicală-șef a Policlinicii a Ministerului Afacerilor Interne
- Ion Lupan, șef de secție la Spitalul Clinic Republican pentru Copii „Emilian Coțaga”

#### 2006
- Victor Eftodii, vicedirector al Institutului Oncologic
- Marc Ștemberg, conferențiar universitar la USMF „Nicolae Testemițanu”
- Gheorghe Țîbîrnă, secretar științific al Secției științe medicale a Academiei de Științe a Moldovei
- Maria Gribac, felcer superior la Centrul Național Știițifico-Practic Medicină de Urgență
- Galina Chitoroagă, asistent medical superior la Centrul de Sănătate din satul Sipoteni, raionul Călărași
- Mariana Florea, medic-șef al Spitalului raional Cimișlia
- Dumitru Tintiuc, șef de catedră la USMF „Nicolae Testemițanu”
- Lucia Gavriliță, director al Centrului de Integrare Socială a Copiilor cu Disabilități „Speranța”
- Ecaterina Golovatîi, președinte al Asociației de Sprijin a Copiilor cu Handicap Fizic din Moldova
- Ilarion Postolachi, șef de catedră la USMF „Nicolae Testemițanu”

#### 2007
- Larisa Bumacov, șef de laborator la Centrul Național de Transfuzie a Sîngelui
- Ion Chirtoacă, șef al Centrului de Sănătate Susleni, raionul Orhei
- Ecaterina Coșucova, medic de familie la Centrul de Sănătate Albota, raionul Taraclia
- Nicolae Dolghi, ex-director general al Asociației Curativ-Sanatoriale și de Recuperare
- Elena Vîrlan, farmacist, diriginte al Farmaciei nr. 419, municipiul Bălți
- Lidia Vacarciuc, asistentă medicală principală la Spitalul raional Fălești
- Neli Tarcovschi, șefă de secție la Spitalul Militar al Direcției Medicale a Ministerului Afacerilor Interne
- Ana Samson, profesor la Colegiul de Medicină din Orhei
- Elena Moraru, șefă de secție la Spitalul Clinic Republican

#### 2008
- Boris Rusnac, epidemiolog
- Nicolae Bologan, antreprenor
- Anghelina Chiaburu, șef al Centrului de Audiologie, Protezare Auditivă și Reabilitare Medico-Pedagogică
- Mihail Marginean, președinte al Asociației Invalizilor din Republica Moldova
- Lucia Nigai, asistentă medicală în Oficiul Medicilor de Familie Bleșteni, raionul Edineț
- Cornelia Grosu, medic-șef al Centrului de Reabilitare pentru Copii cu Handicap Sever al Aparatului Locomotor
- Nadejda Madonici, șef de secție la Centrul de Reabilitare pentru Copii „Sergheevka”, orașul Sergheevka, Ucraina

#### 2009
- Grigore Gojan, director al Centrului Medical Specializat al Spitalului Clinic al Minsterului Sănătății
- Vera Certan, director al Asociației Medicale Teritoriale Buiucani, municipiul Chișinău
- Silviu Condrea, șef de secție la Centrul Republican de Diagnosticare Medicală
- Mihail Eftodi, șef de secție la Centrul Republican de Diagnosticare Medicală

### Anii 2020

#### 2022
- Diana Cebotaru, maior-medic[2]
- Alexandra Mironova, medic[2]